# Bất đẳng thức trung bình cộng và trung bình nhân

Chứng minh không cần lời của bất đẳng thức AM-GM.

Chứng minh trực quan cho thấy (x + y)^{2} ≥ 4xy. Lấy căn bậc hai và chia cho hai ta được bất đẳng thức AM–GM.

Trong toán học, bất đẳng thức AM-GM là bất đẳng thức so sánh giữa trung bình cộng và trung bình nhân của n số thực không âm. Tên gọi đúng của bất đẳng thức này là bất đẳng thức trung bình cộng và trung bình nhân, nhưng thường được gọi vấn tắt là bất đẳng thức AM-GM (Arithmetic Means - Geometric Means). Cũng được gọi là bất đẳng thức Cauchy và vì có nhiều cách để chứng minh bất đẳng thức này nhưng cách chứng minh quy nạp của Cauchy được đánh giá là hiệu quả nhất nên nhiều người nhầm lẫn rằng Cauchy phát hiện ra bất đẳng thức này. Ông chỉ là người đưa ra cách chứng minh của mình chứ không phải là người phát hiện ra đầu tiên. Theo cách gọi tên chung của quốc tế, bất đẳng thức Bunyakovsky có tên là bất đẳng thức Cauchy-Schwarz, còn bất đẳng thức Cauchy (phiên âm tiếng Việt: bất đẳng thức Cô-si) có tên là bất đẳng thức AM-GM.

## Tổng quát
Bất đẳng thức AM-GM có thể được phát biểu như sau:
Trung bình cộng của n số thực không âm luôn lớn hơn hoặc bằng trung bình nhân của chúng, và trung bình cộng chỉ bằng trung bình nhân khi và chỉ khi n số đó bằng nhau.
- Với 2 số thực không âm a và b:

{\displaystyle {\frac {a+b}{2}}\geq {\sqrt {ab}}}  Dấu "=" xảy ra khi và chỉ khi {\displaystyle a=b}
- Với 3 số thực không âm a, b và c:

{\displaystyle {\frac {a+b+c}{3}}\geq {\sqrt[{3}]{abc}}}
Dấu "=" xảy ra khi và chỉ khi  a = b = c

- Với n số thực không âm:

{\displaystyle {\frac {x_{1}+x_{2}+...+x_{n}}{n}}\geq {\sqrt[{n}]{x_{1}.x_{2}.....x_{n}}}} , với n là số tự nhiên lớn hơn 1
Dấu "=" xảy ra khi và chỉ khi {\displaystyle x_{1}=x_{2}=...=x_{n}\,}

### Trung bình có hệ số:
Cho n số x1, x2,..., xn ≥ 0 và các hệ số α1, α2,..., αn > 0
Đặt {\displaystyle \alpha =\alpha _{1}+\alpha _{2}+\cdots +\alpha _{n}}.
Bất đẳng thức trung bình cộng và trung bình nhân cũng đúng nếu hai giá trị trung bình có hệ số, như sau:
{\displaystyle {\frac {\alpha _{1}x_{1}+\alpha _{2}x_{2}+\cdots +\alpha _{n}x_{n}}{\alpha }}\geq {\sqrt[{\alpha }]{x_{1}^{\alpha _{1}}x_{2}^{\alpha _{2}}\cdots x_{n}^{\alpha _{n}}}}}
Dấu " = " xảy ra khi và chỉ khi {\displaystyle x_{1}=x_{2}=\cdots =x_{n}}

### Với các loại trung bình khác:
Trung bình điều hòa ≤ trung bình nhân ≤ trung bình cộng
{\displaystyle {\frac {n}{{\frac {1}{x_{1}}}+{\frac {1}{x_{2}}}+...+{\frac {1}{x_{n}}}}}\leq {\sqrt[{n}]{x_{1}x_{2}...x_{n}}}\leq {\frac {x_{1}+x_{2}+...+x_{n}}{n}}}
Đẳng thức khi và chỉ khi {\displaystyle x_{1}=x_{2}=\cdots =x_{n}}

## Ví dụ ứng dụng
Cho hàm số sau:
{\displaystyle f(x,y,z)={\frac {x}{y}}+{\sqrt {\frac {y}{z}}}+{\sqrt[{3}]{\frac {z}{x}}}}
Với x, y và z là các số thực dương. Giả sử rằng ta phải tìm giá trị nhỏ nhất của hàm số đã cho. Biến đổi và áp dụng bất đẳng thức AM-GM ta có:
| {\displaystyle f(x,y,z)\,\;} | {\displaystyle =6\cdot {\frac {{\frac {x}{y}}+{\frac {1}{2}}{\sqrt {\frac {y}{z}}}+{\frac {1}{2}}{\sqrt {\frac {y}{z}}}+{\frac {1}{3}}{\sqrt[{3}]{\frac {z}{x}}}+{\frac {1}{3}}{\sqrt[{3}]{\frac {z}{x}}}+{\frac {1}{3}}{\sqrt[{3}]{\frac {z}{x}}}}{6}}}                               |
|                              | |
|                              | {\displaystyle \geq 6\cdot {\sqrt[{6}]{{\frac {x}{y}}\cdot {\frac {1}{2}}{\sqrt {\frac {y}{z}}}\cdot {\frac {1}{2}}{\sqrt {\frac {y}{z}}}\cdot {\frac {1}{3}}{\sqrt[{3}]{\frac {z}{x}}}\cdot {\frac {1}{3}}{\sqrt[{3}]{\frac {z}{x}}}\cdot {\frac {1}{3}}{\sqrt[{3}]{\frac {z}{x}}}}}} |
|                              | |
|                              | {\displaystyle =6\cdot {\sqrt[{6}]{{\frac {1}{2\cdot 2\cdot 3\cdot 3\cdot 3}}{\frac {x}{y}}{\frac {y}{z}}{\frac {z}{x}}}}} |
|                              | |
|                              | {\displaystyle =2^{2/3}\cdot 3^{1/2}} |
Vậy ta có giá trị nhỏ nhất của:
{\displaystyle f(x,y,z){\mbox{ là }}2^{2/3}\cdot 3^{1/2}\quad {\mbox{khi}}\quad {\frac {x}{y}}={\frac {1}{2}}{\sqrt {\frac {y}{z}}}={\frac {1}{3}}{\sqrt[{3}]{\frac {z}{x}}}.}

## Chứng minh bằng quy nạp
Đặt:
{\displaystyle \mu ={\frac {\ x_{1}+\cdots +x_{n}}{n}}}
Với x1,...,xn là các số thực không âm, bất đẳng thức tương đương với :
{\displaystyle \mu ^{n}\geq x_{1}x_{2}\cdots x_{n}\,}
dấu bằng xảy ra nếu μ = xi với mọi i = 1,...,n.
Chứng minh dưới đây áp dụng phương pháp quy nạp toán học.
Cơ sở: với n = 1 bất đẳng thức đúng.
Giả thiết quy nạp:  giả sử rằng bất đẳng thức đúng với n (n ≥ 1).
Quy nạp:  xét n + 1 số thực không âm. Ta có:
{\displaystyle (n+1)\mu =\ x_{1}+\cdots +x_{n}+x_{n+1}.\,}
Nếu tất cả các số đều bằng μ, thì ta có đẳng thức và đã được chứng minh. Ngược lại, ta sẽ tìm được ít nhất một số nhỏ hơn μ và một số lớn hơn μ, không mất tính tổng quát, xem rằng: xn > μ và xn+1 < μ. Ta có:
{\displaystyle (x_{n}-\mu )(\mu -x_{n+1})>0\,.\qquad (*)}
Xét n số sau:
{\displaystyle x_{1},\ldots ,x_{n-1},x_{n}'}  với  {\displaystyle x_{n}'=x_{n}+x_{n+1}-\mu \geq x_{n}-\mu >0\,,}
cũng là số không âm. Từ đó:
{\displaystyle n\mu =x_{1}+\cdots +x_{n-1}+\underbrace {x_{n}+x_{n+1}-\mu } _{=\,x_{n}'},}
μ cũng là trung bình cộng của {\displaystyle x_{1},\ldots ,x_{n-1},x_{n}'} và theo giả thuyết quy nạp ta có:
{\displaystyle \mu ^{n+1}=\mu ^{n}\cdot \mu \geq x_{1}x_{2}\cdots x_{n-1}x_{n}'\mu .\qquad (**)}
Mặt khác từ (*) ta có:
{\displaystyle (\underbrace {x_{n}+x_{n+1}-\mu } _{=\,x_{n}'})\mu -x_{n}x_{n+1}=(x_{n}-\mu )(\mu -x_{n+1})>0,}
hay là
{\displaystyle x_{n}'\mu >x_{n}x_{n+1}\,,\qquad ({*}{*}{*})}
hiển nhiên μ > 0. Nếu có ít nhất một trong x1,...,xn−1 bằng không, ta dễ thấy bất đẳng thức đúng và dấu bằng không xảy ra. Ngược lại, từ (**) và (***) ta có:
{\displaystyle \mu ^{n+1}>x_{1}x_{2}\cdots x_{n-1}x_{n}x_{n+1}\,,}
bất đẳng thức được chứng minh.

## Chứng minh cho trường hợp không hệ số

### Trường hợpn= 2
Với mọi thực {\displaystyle x_{1},x_{2}\geq 0}, ta luôn có:
{\displaystyle ({\sqrt {x_{1}}}-{\sqrt {x_{2}}})^{2}\geq 0\Leftrightarrow x_{1}-2{\sqrt {x_{1}x_{2}}}+x_{2}\geq 0\Leftrightarrow x_{1}+x_{2}\geq 2{\sqrt {x_{1}x_{2}}}\Leftrightarrow {\frac {x_{1}+x_{2}}{2}}\geq {\sqrt {x_{1}x_{2}}}}

### Trường hợpn= 2k
Giả sử
{\displaystyle {\frac {x_{1}+x_{2}+...+x_{k}}{k}}\geq {\sqrt[{k}]{x_{1}x_{2}...x_{k}}}}
Ta có:
{\displaystyle x_{1}+x_{2}+...+x_{k}+x_{k+1}+x_{k+2}+...+x_{2k}\geq k{\sqrt[{k}]{x_{1}x_{2}...x_{k}}}+k{\sqrt[{k}]{x_{k+1}x_{k+2}...x_{2k}}}(1)}
Áp dụng bất đẳng thức Côsi với trường hợp {\displaystyle n=2}, ta lại có:
{\displaystyle k{\sqrt[{k}]{x_{1}x_{2}...x_{k}}}+k{\sqrt[{k}]{x_{k+1}x_{k+2}...x_{2k}}}\geq 2k{\sqrt[{2k}]{x_{1}x_{2}...x_{2k}}}(2)}
Từ {\displaystyle (1)} và {\displaystyle (2)}, ta có được bất đẳng thức:
{\displaystyle x_{1}+x_{2}+...+x_{2k}\geq 2k{\sqrt[{2k}]{x_{1}x_{2}...x_{2k}}}} (đpcm)

### Trường hợpn= 2k - 1
Giả sử
{\textstyle {\frac {x_{1}+x_{2}+...+x_{k}}{k}}\geq {\sqrt[{k}]{x_{1}x_{2}...x_{k}}}}
Ta có:
{\displaystyle x_{1}+x_{2}+...+x_{k}+x_{k+1}+x_{k+2}...+x_{2k-1}+{\sqrt[{2k-1}]{x_{1}x_{2}...x_{2k-1}}}\geq k{\sqrt[{k}]{x_{1}x_{2}...x_{k}}}+k{\sqrt[{k}]{x_{k+1}x_{k+2}...x_{2k-1}{\sqrt[{2k-1}]{x_{1}x_{2}...x_{2k-1}}}}}(3)}
Áp dụng bất đẳng thức Cauchy với trường hợp {\displaystyle n=2}, ta lại có:
{\displaystyle k{\sqrt[{k}]{x_{1}x_{2}...x_{k}}}+k{\sqrt[{k}]{x_{k+1}x_{k+2}...{\sqrt[{2k-1}]{x_{1}x_{2}...x_{2k-1}}}}}\geq 2k{\sqrt[{2k}]{x_{1}x_{2}...x_{2k-1}{\sqrt[{2k-1}]{x_{1}x_{2}...x_{2k-1}}}}}=2k{\sqrt[{2k-1}]{x_{1}x_{2}...x_{2k-1}}}(4)}
Từ {\displaystyle (3)} và {\displaystyle (4)}, ta có:
{\displaystyle x_{1}+x_{2}+...+x_{k}+x_{k+1}+...+x_{2k-1}+{\sqrt[{2k-1}]{x_{1}x_{2}...x_{2k-1}}}\geq 2k{\sqrt[{2k-1}]{x_{1}x_{2}...x_{2k-1}}}}
Cuối cùng, ta được bất đẳng thức:
{\displaystyle x_{1}+x_{2}...+x_{2k-1}\geq (2k-1){\sqrt[{2k-1}]{x_{1}x_{2}...x_{2k-1}}}} (đpcm)

## Chứng minh của Pólya
George Pólya đưa ra một chứng minh cho bất đẳng thức như sau:
Gọi f(x) = ex−1 − x, có đạo hàm f'(x) = ex−1 − 1. Ta thấy f'(1) = 0 và từ đó f có giá trị nhỏ nhất tại f(1) = 0. Từ đó x ≤ ex−1 đối với mọi số thực x.
Xét một dãy các số thực không âm {\displaystyle a_{1},a_{2},\dots ,a_{n}} với trung bình cộng μ. Áp dụng bất đẳng thức ở trên ta có:
{\displaystyle {{\frac {a_{1}}{\mu }}{\frac {a_{2}}{\mu }}\cdots {\frac {a_{n}}{\mu }}}\leq {e^{{\frac {a_{1}}{\mu }}-1}e^{{\frac {a_{2}}{\mu }}-1}\cdots e^{{\frac {a_{n}}{\mu }}-1}}=\exp \left({\frac {a_{1}}{\mu }}-1+{\frac {a_{2}}{\mu }}-1+\cdots +{\frac {a_{n}}{\mu }}-1\right).\qquad (1)}
Nhưng số mũ có thể rút gọn thành:
{\displaystyle {\frac {a_{1}}{\mu }}-1+{\frac {a_{2}}{\mu }}-1+\cdots +{\frac {a_{n}}{\mu }}-1={\frac {(a_{1}+a_{2}+\cdots +a_{n})}{\mu }}-n=n-n=0.}
Trở lại (1),
{\displaystyle {\frac {a_{1}a_{2}\cdots a_{n}}{\mu ^{n}}}\leq e^{0}=1}
và tương đương với:
{\displaystyle a_{1}a_{2}\cdots a_{n}\leq \mu ^{n}\implies {\sqrt[{n}]{a_{1}a_{2}\cdots a_{n}}}\leq \mu .}

## Chứng minh của Cauchy

### Các trường hợp tất cả các giá trị bằng nhau
Nếu tất cả các giá trị bằng nhau:
{\displaystyle x_{1}=x_{2}=\cdots =x_{n}}
tức tổng chúng là nx1, do đó giá trị trung bình cộng là x1; và tích các số dưới căn bậc hai là x1n, do dó giá trị trung bình nhân lúc này là x1; vì vậy, vế một và vế hai bằng nhau, điều phải chứng minh.

### Các trường hợp các giá trị không bằng nhau
Nếu tất cả các giá trị bằng nhau không bằng nhau, thì giá trị trung bình cộng lớn hơn giá trị trung bình nhân. Rõ ràng, điều này chỉ có thể xảy ra khi n > 1. Trường hợp này khá phức tạp và được chia ra nhiều trường hợp để chứng minh.

#### Trường hợpn= 2
Nếu n = 2, tức có hai giá trị x1 và x2, và từ giả thiết ở trên, ta có:
{\displaystyle {\begin{aligned}x_{1}&\neq x_{2}\\[3pt]x_{1}-x_{2}&\neq 0\\[3pt]\left(x_{1}-x_{2}\right)^{2}&>0\\[3pt]x_{1}^{2}-2x_{1}x_{2}+x_{2}^{2}&>0\\[3pt]x_{1}^{2}+2x_{1}x_{2}+x_{2}^{2}&>4x_{1}x_{2}\\[3pt]\left(x_{1}+x_{2}\right)^{2}&>4x_{1}x_{2}\\[3pt]{\Bigl (}{\frac {x_{1}+x_{2}}{2}}{\Bigr )}^{2}&>x_{1}x_{2}\\[3pt]{\frac {x_{1}+x_{2}}{2}}&>{\sqrt {x_{1}x_{2}}}\end{aligned}}}
Ta có điều phải chứng minh.

#### Trường hợpn= 2k
Xem xét các trường hợp n = 2 k, với k là một số nguyên dương. Chúng tôi tiến hành bằng quy nạp toán học.
Trong trường hợp cơ bản, k = 1, tức n = 2, bất đẳng thức đã được chứng minh ở trên.
Khi, có một giá trị k > 1 bất kỳ, giả sử rằng bất đẳng thức đúng với n = 2k−1, và cần chứng minh rằng nó vẫn đúng khi n = 2k. Để làm như vậy, các bước được thực hiện như sau:
{\displaystyle {\begin{aligned}{\frac {x_{1}+x_{2}+\cdots +x_{2^{k}}}{2^{k}}}&{}={\frac {{\frac {x_{1}+x_{2}+\cdots +x_{2^{k-1}}}{2^{k-1}}}+{\frac {x_{2^{k-1}+1}+x_{2^{k-1}+2}+\cdots +x_{2^{k}}}{2^{k-1}}}}{2}}\\[7pt]&\geq {\frac {{\sqrt[{2^{k-1}}]{x_{1}x_{2}\cdots x_{2^{k-1}}}}+{\sqrt[{2^{k-1}}]{x_{2^{k-1}+1}x_{2^{k-1}+2}\cdots x_{2^{k}}}}}{2}}\\[7pt]&\geq {\sqrt {{\sqrt[{2^{k-1}}]{x_{1}x_{2}\cdots x_{2^{k-1}}}}{\sqrt[{2^{k-1}}]{x_{2^{k-1}+1}x_{2^{k-1}+2}\cdots x_{2^{k}}}}}}\\[7pt]&={\sqrt[{2^{k}}]{x_{1}x_{2}\cdots x_{2^{k}}}}\end{aligned}}}
với bất đẳng thức đầu tiên, hai bên đều bằng nhau chỉ khi cả hai điều sau đây là đúng:
{\displaystyle x_{1}=x_{2}=\cdots =x_{2^{k-1}}}
{\displaystyle x_{2^{k-1}+1}=x_{2^{k-1}+2}=\cdots =x_{2^{k}}}
(Trong trường hợp này, trung bình số học thứ nhất và trung bình nhân thứ 1 bằng x1, và tương tự với trung bình số học thứ hai và trung bình nhân thứ 2); và trong bất đẳng thức thứ hai, Hai bên chỉ bằng nhau nếu hai giá trị trung bình bằng nhau. Vì không phải tất cả hai k đều bằng nhau, không thể cho cả hai bất đẳng thức được đẳng, vì vậy chúng ta biết rằng:
{\displaystyle {\frac {x_{1}+x_{2}+\cdots +x_{2^{k}}}{2^{k}}}>{\sqrt[{2^{k}}]{x_{1}x_{2}\cdots x_{2^{k}}}}}
(điều phải chứng minh).

#### Trường hợpn< 2k
Nếu n không phải là một hàm mũ tự nhiên cơ số 2, thì nó chắc chắn là nhỏ hơn một số nào đó theo hàm mũ tự nhiên cơ số 2, vì chuỗi 2, 4, 8,..., 2k,... không bị chặn trên. Do đó, mà không mất tính tổng quát, với m giá trị tuân theo hàm mũ tự nhiên cơ số 2 lớn hơn n.
Vì vậy, nếu ta có n số, thì ta có thể biểu diễn giá trị trung bình cộng α, và được mở rộng như sau:
{\displaystyle x_{n+1}=x_{n+2}=\cdots =x_{m}=\alpha .}
Sau đó ta có:
{\displaystyle {\begin{aligned}\biguplus \alpha &={\frac {x_{1}+x_{2}+\cdots +x_{n}}{n}}\\[6pt]&={\frac {{\frac {m}{n}}\left(x_{1}+x_{2}+\cdots +x_{n}\right)}{m}}\\[6pt]&={\frac {x_{1}+x_{2}+\cdots +x_{n}+{\frac {m-n}{n}}\left(x_{1}+x_{2}+\cdots +x_{n}\right)}{m}}\\[6pt]&={\frac {x_{1}+x_{2}+\cdots +x_{n}+\left(m-n\right)\alpha }{m}}\\[6pt]&={\frac {x_{1}+x_{2}+\cdots +x_{n}+x_{n+1}+\cdots +x_{m}}{m}}\\[6pt]&>{\sqrt[{m}]{x_{1}x_{2}\cdots x_{n}x_{n+1}\cdots x_{m}}}\\[6pt]&={\sqrt[{m}]{x_{1}x_{2}\cdots x_{n}\alpha ^{m-n}}}\,,\end{aligned}}}
như vậy:
{\displaystyle {\begin{aligned}\alpha ^{m}&>x_{1}x_{2}\cdots x_{n}\alpha ^{m-n}\\[5pt]\alpha ^{n}&>x_{1}x_{2}\cdots x_{n}\\[5pt]\alpha &>{\sqrt[{n}]{x_{1}x_{2}\cdots x_{n}}}\end{aligned}}}
Ta suy ra điều phải chứng minh.

## Ứng dụng

### Các hệ quả của bất đẳng thức Cauchy
1. Tổng của một số thực dương và nghịch đảo của nó luôn đạt giá trị tối thiểu là 2.
2. Hai số thực dương có tổng không đổi thì tích 2 số đó đạt giá trị lớn nhất khi 2 số đó bằng nhau.
3. Hai số thực dương có tích không đổi thì tổng 2 số đó đạt giá trị nhỏ nhất khi 2 số đó bằng nhau.

### Ý nghĩa hình học của các hệ quả nêu trên
Trong các hình chữ nhật có cùng chu vi, hình vuông có diện tích lớn nhất
Trong các hình chữ nhật có cùng diện tích, hình vuông có chu vi nhỏ nhất

### Trong các lĩnh vực khác
Việc sử dụng bất đẳng thức giúp chúng ta rất nhiều trong việc giải các phương trình vô tỉ. Ứng dụng trong Vật lý học để khảo sát công suất cực đại.